# Carlo Crivelli (Komponist)
Carlo Crivelli (* 15. April 1953 in Rom) ist ein italienischer Komponist von Filmmusik.
Crivelli hat die Musik für etwa 20 Filme geschrieben. Die Regisseure, mit denen er am häufigsten zusammengearbeitet hat, sind Marco Bellocchio und Manuel Prada.

## Filmografie (Auswahl)
- 1986: Teufel im Leib (Diavolo in Corpo)
- 1988: Appuntamento a Liverpool
- 1988: Sabba, die Hexe (La visione del sabba)
- 2002: Ginostra
- 2006: Little Red Flowers
- 2010: La passione
- 2010: Sorelle Mai
- 2016: Träum was Schönes – Fai Bei Sogni (Fai bei sogni)
- 2017: Ab heute sind wir ehrlich (L’ora legale)